# Johnny Canuck

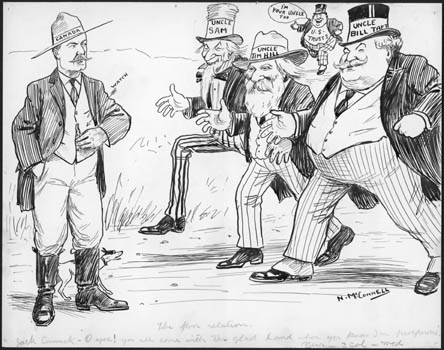
Johnny Canuck recibe al Tío Sam, al presidente de EE. UU. y sus ministros, circa 1910

Johnny Canuck es un personaje típico y superhéroe de historieta. Actualmente se le considera una personificación de Canadá. Fue creado como una caricatura política en 1869 y fue posteriormente re-inventado, sobre todo como un héroe de acción en 1942 durante la Segunda Guerra Mundial. El equipo Vancouver Canucks de hockey sobre hielo, actualmente utiliza una versión de Johnny Canuck "leñador" como uno de los logotipos de su equipo. En inglés Canuck es un diminutivo de canadiense.

## Origen
Johnny Canuck fue creado como un leñador o personificación nacional de Canadá. Apareció por primera vez como caricatura política en 1869, donde fue retratado como un primo más joven de Tío Sam de Estados Unidos y John Bull (la personificación) de Gran Bretaña. Vestido de habitante,agricultor, maderero, ganadero o soldado, se caracterizó por ser sano y simple de mente y era representado con frecuencia resistir el acoso de John Bull o el Tío Sam. Apareció regularmente en caricaturas durante 30 años antes de quedar fuera de uso en el siglo XX.
El personaje reapareció durante la Segunda Guerra Mundial en febrero de 1942 cuando el dibujante Leo Bachle re-creó el personaje cuando era adolescente. Inicialmente, Johnny Canuck no tenía superpoderes. Johnny Canuck en sus hazañas de dibujos animados ayuda a Canadá a luchar contra del nazismo. Al igual que Capitán América, conoció a Adolf Hitler y casi en solitario puso fin a la guerra.
Disminuyó en popularidad después de la Segunda Guerra Mundial. Sin embargo, en 1975, un nuevo personaje de cómic, Capitán Canuck, emergió. Creado por Richard Comely (que no estaba al tanto de la anterior personaje de Johnny Canuck) Canuck capitán era un superhéroe y no sólo un héroe, que llevaba medias rojas, y una luz roja en forma de hoja de arce estampada en la frente.
En 1995, se publicó una serie de sellos de correos de Canadá celebra superhéroes de cómic de Canadá